# Timur Tajmazov
Timur Borisovič Tajmazov (in russo Тимур Борисович Таймазов?; Nogir, 8 settembre 1970) è un ex sollevatore sovietico di origine osseta, poi naturalizzato ucraino, campione olimpico, mondiale ed europeo, che ha gareggiato nelle categorie dei pesi massimi primi (fino a 100 kg.) e dei pesi massimi (fino a 108 kg.).
È il fratello maggiore di Artur Tajmazov, campione olimpico di lotta libera per l'Uzbekistan.

## Carriera
Timur Tajmazov iniziò da giovanissimo a praticare il sollevamento pesi, diventando in seguito campione nazionale sovietico nella categoria dei pesi massimi primi ai campionati del 1991.
In quegli anni prestava servizio militare in Ucraina, dove rimase dopo la dissoluzione dell'URSS, prendendone la cittadinanza.
Nel 1992, come atleta della Comunità degli Stati Indipendenti (CSI), nata come entità politica in continuità con l'ormai dissolta Unione Sovietica, vinse la medaglia d'oro nella stessa categoria ai campionati europei di Szekszárd con 415 kg. nel totale. Lo stesso anno partecipò alle Olimpiadi di Barcellona 1992 in rappresentanza della Squadra Unificata che, sotto la bandiera del CIO, raccoglieva gli atleti ex sovietici della C.S.I. In questa competizione olimpica Tajmazov si aggiudicò la medaglia d'argento con 402,5 kg. nel totale, dietro a Viktor Tregubov (410 kg.), anch'egli rappresentante della Squadra Unificata.
Nel 1993 Tajmazov passò alla categoria superiore dei pesi massimi e iniziò a gareggiare per l'Ucraina, vincendo la medaglia d'oro ai campionati europei di Sofia con 427,5 kg. nel totale, precedendo il tedesco Ronny Weller (420 kg.) e il russo Aleksandr Popov (417,5 kg.). Qualche mese più tardi vinse la medaglia d'oro anche ai campionati mondiali di Melbourne con 420 kg. nel totale.
L'anno seguente Tajmazov centrò nuovamente l'accoppiata Europei e Mondiali, vincendo la medaglia d'oro ai campionati europei di Sokolov con 430 kg. nel totale e, qualche mese dopo, vincendo un'altra medaglia d'oro ai campionati mondiali di Istanbul con il record mondiale di 435 kg. nel totale.
Nel 1996, pur non avendo avuto risultati importanti nell'ultimo anno e mezzo, Tajmazov vinse la medaglia d'oro alle Olimpiadi di Atlanta 1996 con 430 kg. nel totale, davanti al russo Sergej Syrcov (420 kg.) e al rumeno Nicu Vlad (420 kg. anch'egli).
Successivamente al suo ritiro dall'attività agonistica, Tajmazov tornò a vivere nella nativa Ossezia, diventando funzionario del servizio fiscale della Repubblica dell'Ossezia Settentrionale-Alania e per un certo periodo anche membro del Parlamento dell'Ossezia Settentrionale.
Nel corso della sua carriera di sollevatore, Tajmazov realizzò 6 record mondiali, tutti nella categoria dei pesi massimi, di cui 2 nella prova di strappo, 2 nella prova di slancio e 2 nel totale.